# Crocidura russula
A Crocidura russla é uma espécie de musaranho, um pequeno mamífero terrestre, pertencente à ordem Eulipotyphla e à família Soricidae. Encontra-se distribuído na Europa e no norte de África.

## Descrição física
O musaranho-de-dentes-brancos é um mamífero pequeno (62,0-84,0 mm), com
peso entre os 7 e os 14 gramas. Possui um crânio estreito e alongado (relativamente a
outros representantes da sua família Soricidae), um focinho pontiagudo, e as orelhas e
os olhos são pequenos. A cauda é pequena e é coberta de alguns pêlos curtos e outros
longos (López-Fuster, 2002).
A cor do pêlo varia com a idade, estação de ano e localização geográfica. Em
geral, a cor é castanho-acinzentado no Verão e cinza-escuro no Inverno. O ventre é
cinza-claro e as fêmeas têm três pares de mamas inguinais. A sua fórmula dentária é
3.1.1.3/1.1.1.3 (López-Fuster, 2002).
É um ser diplóide com 42 cromossomas (2n=42) (López-Fuster, 2002).

## Distribuição geográfica
Esta espécie ocorre no oeste e no Sul da Europa (incluindo algumas ilhas do mar
Mediterrâneo e do Oceano Atlântico). Também ocorre no norte da África, em Marrocos,
Tunísia e Argélia (Ramalhinho et al., 1999). A população em Grã Canária, ilha
pertencente ao arquipélago das Canárias, foi introduzida a partir de Espanha continental
(Vogel et al., 2003; Hutterer et al., 1992).
O musaranho-de-dentes-brancos ocorre desde o nível do mar até aos 1 200
metros de altitude. Porém já foram encontrados exemplares desta espécie a 2 000 metros
de altitude em habitats mediterrâneos, o que poderá indicar adaptabilidade da espécie a
grandes altitudes (Palomo e Gisbert, 2002).

## Habitat e ecologia
No Mediterrâneo, o musaranho-de-dentes-brancos ocorre numa grande
variedade de habitats, incluindo os maquis mediterrâneos, ambientes abertos, bordas
florestais com vegetação abundante no solo, campos cultivados, áreas urbanas, áreas
montanhosas e terrenos junto a rios (Palomo e Gisbert, 2002).
No norte da Europa e a grandes altitudes a espécie é sinantrópica, pois vive em
estreita proximidade com seres humanos, nas suas casas e jardins (Ramalhinho et al.
1999). Em Marrocos o musaranho-de-dentes-brancos ocorre nas regiões montanhosas
(Aulagnier et al., 2008).
O musaranho-de-dentes-brancos alimenta-se de pequenos invertebrados, como
gastrópodes, aracnídeos e larvas de lepidópteros (borboletas). Ocasionalmente ingerem
alimentos de origem vegetal (López-Fuster, 2002).
É uma espécie relativamente social. O território que ocupa é pequeno e
sobrepõe-se com musaranhos de outra (Crocidura suaveolens) e da mesma espécie que
partilham o mesmo território. No inverno, é comum o uso de ninhos compartilhados e a
taxa metabólica é reduzida em 20% (López-Fuster, 2002).
Durante a época de reprodução geralmente formam casais estáveis e as fêmeas
aumentam a sua territorialidade (López-Fuster, 2002).

## Reprodução
Como na maioria dos musaranhos, a época de reprodução acontecesse se as
condições ambientais o permitirem. A época reprodutiva tem início em Fevereiro e
termina em Setembro, porém em regiões com condições ambientais desejáveis a época
reprodutiva pode ser mantida ao longo de todo o ano. A gestação dura entre 27 e 30
dias, nascendo em médias 3,65 crias nuas e cegas, e pesando aproximadamente 1 grama
(Palomo e Gisbert, 2002).
Entre a primeira e a segunda semana de vida, as crias abrem olhos, começam a
ouvir nitidamente e o corpo fica coberto de pêlo. Após terminado o período de lactação,
as crias estão aptas a viverem de forma independente (López-Fuster, 2002).

## Predação
O musaranho-de-dentes-brancos é predado por diversas aves de rapina (como a
coruja-das-torres (Tyto alba) e o bufo-real (Bubo bubo)) e também por alguns
carnívoros, como a gineta (Genetta genetta), a raposa-vermelha (Vulpes vulpes) e a
doninha (Mustela nivalis) (López-Fuster, 2002; Spitzenberger, 2005).

## Factores de Ameaça
Devido aos seus hábitos sinantrópicos, os seres humanos usam pesticidas e
outros produtos químicos tóxicos para erradicar a espécie nas suas imediações, pois vêm
o musaranho-de-dentes-brancos como um transportador de doenças graves (Ramalhinho
et al., 1999). No entanto, não é considerada uma ameaça séria já que não a coloca em
risco de extinção.
A população da Ilha de Grã Canária está em declínio devido à rápida
urbanização e ao aumento da desertificação (Aulagnier et al., 2008).

## Conservação
O musaranho-de-dentes-brancos está classificado como espécie com estatuto de
conservação Pouco Preocupante (LC) segundo a Lista Vermelha da IUCN, devido a ser
uma espécie muito comum na sua distribuição geográfica e não apresentar ameaças
sérias que coloquem em risco de extinção (Aulagnier et al., 2008).
O musaranho-de-dentes-brancos encontra-se protegido, fazendo parte da lista de
espécies do Anexo III da Convenção de Berna, ocorrendo em várias áreas protegidas
onde se distribui geograficamente. As populações desta espécie que habitam a Ilha de
Grã Canária, encontram-se protegidas sob lei Espanhola (Aulagnier et al., 2008).